# Pirolizină
Pirolizina (simbol Pyl sau O; codificată de codonul UAG) este un ɑ-aminoacid utilizat în procesul de biosinteză al unor proteine la unele bacterii și arhebacterii (nu este prezent în organismul uman). Conține o grupă amino în poziția alfa, o grupă carboxil și o catenă laterală similară cu cea a lizinei, dar conține în plus un nucleu de pirolină, ceea ce îi conferă un caracter bazic la pH neutru.